# Prostitution
| Prostitution |
| --- |
| Övre bilden: Femmes de maison av Henri de Toulouse-Lautrec. Nedre bilden: De Wallen, prostitutionsstråk i Amsterdam. - Betydelse – sexuella handlingar och fysisk intimitet med kund mot betalning - Varianter – gatuprostitution, arbete på bordell eller i samarbete med hallick (koppleri), eskortservice - Del av – sexarbete, utförd av sexarbetare |

Prostitution (av latin pro-stituere, 'utbjuda till otukt') innebär att en eller flera personer utför sexuella handlingar och är fysiskt intim(a) med en eller flera andra mot betalning. Andra ord som används för detta är sex mot ersättning, och de som utför tjänsten kan benämnas prostituerade eller sexsäljare. Inom svensk forskning och politik används även begreppet könshandel. Ersättningen tillfaller utföraren eller en hallick som då gör sig skyldig till koppleri. Prostituerade kan ses antingen  som offer för kommersiell sexuell exploatering eller som helt frivilliga sexarbetare (se sexarbete) som har sex med andra mot betalning. Det är vanligt att prostituerade får utstå våld eller hot om våld.
De flesta som säljer sexuella tjänster är kvinnor, och de flesta som köper sex är män. Detta gör att prostitution ofta ses som del av en ojämlik kultur där män köper intimt umgänge med kvinnor. De som menar att all prostitution är ett övergrepp pekar på att pengarna är förutsättningen för att samtycka till att erbjuda den sexuella tjänsten. Samtycke mot ersättning är en gemensam grund för all sorts försäljning av tjänster, men dessa kritiker menar att sex aldrig kan erbjudas som en tjänst. Det är vanligt med kritik av prostitution, eftersom branschen ofta visar fram ojämställda könsroller och otillfredsställande arbetsvillkor. Dessa arbetsvillkor antas ibland vara gemensamma för sexbranschen i stort, och även produktion av pornografi eller webbkameramodellande kan ses som en sorts prostitution.
Prostitution motarbetas av de flesta av världens stater, antingen som ett tecken på omoral eller som utnyttjande av eller våld mot utsatta människor – oftast kvinnor. Försäljningen av fysiska sexuella tjänster är kriminaliserad eller hårt reglerad i de flesta länder, och sidoverksamheter som bordeller och koppleri i allmänhet är oftast förbjudna. I länder som följer den svenska modellen kring prostitution är köpet av den sexuella tjänsten olagligt, medan den prostituerades arbete inte är det; även där är dock målet att avskaffa prostitution som företeelse. I länder som Nya Zeeland, Nederländerna, Tyskland och delar av Australien är prostitutionen avkriminaliserad eller omgiven av lättare restriktioner. Oavsett land är prostitution en starkt stigmatiserad sysselsättning.
I överförd betydelse kan ordet prostitution även syfta på att ta emot ersättning för andra saker som brukar göras på ideell basis.

## Olika ord
En mängd olika ord för försäljning av sexuella tjänster eller personerna som säljer, köper eller förmedlar tjänsterna är många. I många språk, inklusive svenska och engelska, är de flesta av de vanligaste orden och benämningarna använda antingen som skällsord eller som marknadsföringstermer, är otydliga, känslomässiga eller markerar avståndstagande. Ordens otydlighet har även sin motsvarighet i mångfalden av sexuella uttryck, relationer, arbetsvillkor och motiv till att delta i sexbranschen. Ofta är ordvalet tecken på politiskt perspektiv till sexhandel som fenomen.

### Prostitution, hora…
Ordet prostitution finns i svensk skrift sedan 1794. Det var då en avledning av det äldre prostituera, med grundbetydelsen Prostituera finns noterad i svensk skrift sedan 1641. Dessa båda ord syftade tidigt på ett blottställande (av något, någon eller sig själv) för offentlig vanära eller skam. I en mer allmän betydelse har ordet använts för en vanhedrande handling eller uppträdande även i andra sammanhang. Man har exempelvis kunnat ägna sig åt "Språkets successiva prostitution, som slutar med att göra de vackraste ord obrukbara och fadda i vår mun".
Orden prostitution och prostituerad används ofta av motståndare till all sorts försäljning av sexuella tjänster. I en tid när könsumgänge utanför äktenskapet inte längre ses som en synd, har betydelsen av ordet hora fått en betydelseglidning – från 'kvinna som ägnar sig åt hor' till 'prostituerad kvinna'; detta ords karaktär av förolämpning har dock behållits även i den moderna betydelsen.

### Sexarbet[ar]e, sexsäljare, … mot ersättning
Förespråkare för rätten att lagligen kunna sälja sexuella tjänster har kommit att använda andra ord för denna syssla, och 1978 myntade amerikanskan Carol Leigh ordet sex worker (svenska: sexarbetare) som en mer avstigmatiserad benämning. Det relaterade begreppet sexarbete anses ibland bättre definiera tjänsten och vara mindre stigmatiserande för utövaren, och det ordet används bland annat inom FN och av olika människorättsorganisationer. Däremot inkluderar denna benämning alla typer av försäljning av sexuella tjänster, något som ordet prostitution vanligtvis inte gör.
Detta till trots erkänner de flesta att sex som en tjänst är en komplex fråga och att missförhållanden är vanliga i den ofta olagliga eller oreglerade branschen. Svenska RFSU använder begreppet sex mot ersättning, och organisationen anser att detta är ett bredare begrepp för olika slags transaktioner i samband med sex. Även ordet sexsäljare används ofta av förespråkare av ett mer neutralt språkbruk.

### Könshandel, utnyttjande
I Sverige och andra delar av Skandinavien används sedan 1980-talet även begreppet könshandel inom politik och samhällsvetenskaplig forskning. Detta begrepp omfattar hela den ekonomiska och arbetsmässiga verksamheten. Här beskrivs ofta relaterade tjänstenäringar – kopplare, hallickar och bordellägare – som "profitörer", med hänsyftning till utnyttjande av andra människors utsatthet. Ordet försöker också markera prostitution som ett uttryck för samhälleliga strukturer, sexuella roller, arbetsfördelning och ojämställdhet.
Sedan 1999 har den svenska sexköpslagen och dess efterföljande som den svenska modellen kring prostitution tydligt markerat en samhällelig attityd som ser prostituerade som offer, sexköpare som våldsverkare och prostitution som del av mäns våld mot kvinnor. Detta har bidragit till att osynliggöra sexköpare och försvåra den svenska forskningen kring erfarenheterna som säljare och köpare av sexuella tjänster.

### Inom forskningen
Forskare inom flera områden, inklusive kriminologi och sociologi, har internationellt i många fall övergivit begreppet prostitution till förmån för sexarbete. Den termen har uppfattats som mer neutral och frikopplad från en äldre terminologi där omoral, utnyttjande, våld och kriminalitet setts som oundvikliga ingredienser i verksamheten. Utifrån sexarbete handlar det mer om arbetsrelaterade möjligheter och problem, liksom om den ekonomiska bakgrunden till verksamheten.
En svensk-finsk undersökning från 2022/2023 belyste olika termers betydelse genom att fråga ett antal respondenter huruvida handel med sexuella tjänster var ett acceptabelt fenomen. En tredjedel av de tillfrågade fick möta termen "prostitution", en tredjedel "sexarbete" och en tredjedel "transaktionellt sex" (det sista närmast motsvarande "sex mot ersättning"). "Prostitution" gav den mest negativa associationen, medan "transaktionellt sex" visade sig vara för vagt.
I den internationella bok- och publikationsdatabasen Worldcat listades sommaren 2025 drygt 13 000 verk med "sex work" i titeln. Samtidigt listades i databasen drygt 55 000 verk med "prostitution" i titeln.

## Varianter och villkor
Prostitution förmedlas idag främst över Internet, på bordeller och på olika massagekliniker. Den traditionella gatuprostitutionen har i västvärlden i många fall ersatts av prostitution via olika typer av eskorttjänster, där marknadsföringen av tjänsten ofta görs via Internet. Andra typer av sexarbete är webbkameramodellande (virtuell prostitution, utan fysisk kontakt), striptease (erotisk dans och posering) och skådespelande inom produktion av pornografi (fysisk kontakt men inte med slutkunden). I Nederländerna och delvis i Australien är funktionshindrades utgifter för köp av sexuella tjänster ofta ersättningsberättigade, och tillhandahållandet av sexarbetare på äldreboenden förekommer bland annat i Nya Zeeland. Globalt arbetade på 2010-talet endast cirka 10–15 procent av de prostituerade/sexarbetarna inom gatuprostitution, men framställningen i medierna utgår ofta fortfarande från gatuprostitution som den typiska arbetsmiljön.
Personer som beskriver sig som sexarbetare menar ofta att ordet prostituerad är en passivisering av yrkesrollen och att begreppet förutsätter att personen inte har kontroll över sin arbetssituation. Den del av kvinnorörelsen som vill avskaffa prostitution som fenomen ser dock ordet sexarbete som en försköning av vad de anser vara verksamhetens rätta ansikte. Sexualupplysande organisationer väljer ofta en "medelväg" med exempelvis ord som "sex mot ersättning".
Köpare av tjänster från prostituerade kallas i svensk slang torsk och formellt i myndighetstexter sexköpare. I branschen används orden kund, dejt eller klient. För prostituerade män används benämningen gigolo (eller sexarbetare). Den som organiserar eller underlättar prostitutionen benämns hallick (vardagligt) eller kopplare. Verksamheten benämns i lagtexten koppleri (Brottsbalken 6 kap. 12 §).
I grövre tilltal benämns en kvinna som tar betalt för sex som "hora". Om den som förmedlar mellan kunder och köpare är en kvinna så benämns hon ofta "bordellmamma". Ordet hora, ursprungligen "kvinna som begår hor" (se även horkarl, "man som begår hor"), är en avledning av hor. Det härstammar från fornnordiskans hóra, som i sin tur härstammar från indoeuropeiskans kā-, som betyder åtrå. Ur kā- härstammar även ord som kärlek och sanskrits Kama Sutra.
Utbytet av sexuella tjänster mot betalning har haft många fler benämningar genom historien, däribland "skörlevnad", "otukt", "skökoskap", "sexslaveri" och "sexarbete". Det var först i mitten av 1800-talet ordet "prostituerad" började användas av myndigheter och läkarkår för att beteckna kvinnor som sålde sex. Innan det användes ord som "sedeslösa" eller "liderliga kvinnor.

## De prostituerades situation
Det är svårt att generalisera om de prostituerades situation, då den information man har grundar sig på de prostituerade som kommer i kontakt med myndigheter. Därför vet man mer om gatuprostituerade än prostituerade som arbetar inomhus på bordelliknande inrättningar, via eskortfirmor eller som självständiga eskorter. Situationen kan också skilja sig kraftigt mellan olika länder och över tid. 

### Trauma eller inte
Enligt en internationell studie är prostitution på många vis traumatiserande för de prostituerade. I studien har 854 personer från nio länder intervjuats och av dessa hade 71 procent blivit utsatta för misshandel i samband med prostitution, 64 procent hade blivit hotade med vapen, 63 procent hade blivit våldtagna. 68 procent uppvisade kriterier för könssjukdomar. 89 procent av de prostituerade ville lämna prostitution men saknade alternativ försörjningsmöjlighet. 75 procent uppgav att de skulle behöva ett hem eller en säker plats, 76 procent sade sig behöva yrkesutbildning. Värt att notera är att studien är utförd på olika hjälpcentra för prostituerade kvinnor, vilket därför kan ge en missvisande bild.
I en stor studie utförd av det danska nationella centrumet för välfärdsforskning och som totalt omfattade minst 3 100 individer inom olika former av prostitution, uppgav i en enkät med 110 svar från eskorter 67 procent av kvinnorna och 53 procent av männen att de sålde sex som en del av sin egen sexualitet. Av eskorterna uppgav 78 procent av kvinnorna respektive 88 procent av männen att det fanns ett ekonomiskt incitament. Medan ingen av kvinnorna som arbetade på bordell sålde sex för att försörja ett missbruk, så uppgav 53 procent av dem som arbetade på gatan att de försörjde ett missbruk. 1 procent av de 3 200 personerna arbetade på gatan; gatuprostitutionen (den mest utsatta gruppen av prostituerade) var alltså inte representerad. I undersökningar 2008 i Nya Zeeland, som avkriminaliserat prostitutionen fem år tidigare, beräknades cirka var tionde sexarbetare/prostituerad då vara gatuprostituerad. Senare har andelen sexarbetare som arbetar digitalt, med annonsering eller framträdanden via Internet (jämför webbkameramodellande) ökat betydligt. I Spanien har den ökande användningen av Internet ansetts bidra till en normalisering av prostitutionen och en ökad andel eskorttjänster.

### Våld och andra problem
18 procent i den danska studien uppgav att de hade blivit utsatta för våld från kundernas sida under det senaste året; siffrorna varierade dock mellan de olika arbetssätten. 33 procent av de kvinnliga eskorterna och 25 procent av de manliga eskorterna hade upplevt våld; motsvarande siffra för dem med gatan som bas var 41 procent, och av dem som arbetade på klinik (bordell) hade "endast" 3 procent upplevt våld. Motsvarande siffror för försök att göra sådant som kvinnorna inte gick med på är cirka 20 procent totalt, 11 och 12 procent för manliga respektive kvinnliga eskorter, 17 procent för de bordellprostituerade och 57 procent för gatuprostituerade.
I samma danska studie uppvisade 19 procent av de kvinnliga och 10 procent av de manliga eskorterna tecken på stressreaktioner. Uppdelat på arbetsplats uppvisade 11 procent av bordellarbetare och 75 procent av de gatuprostituerade tecken på stressreaktioner (definierat som "svåra koncentrationsproblem"). En tredjedel av de arbetande var över 40 år gamla, en låg andel på 5–6 procent var mellan 18 och 20 år och den stora majoriteten var mellan 25 och 40 år; detta stämmer väl med de siffror som står att läsa i svenska Kännedom om prostitution från 2004. Även i den rapporteringen observerar man en grupp kvinnor i övre medelåldern som säljer sex i vad de själva hävdar är för ett socialt syfte.
44 procent av de tillfrågade har tankar på att sluta sälja sex inom ett år, och dessa ser det alltså mer som en tillfällig sysselsättning snarare än som en långsiktig karriär. Fördelat bland olika typer av prostituerade hade mellan 33 och 45 procent av privata eskorter eller bordellarbetare haft dessa tankar, jämfört med 94 procent av de gatuprostituerade.
Olika studier har försökt undersöka andelen prostituerade med PTSD-relaterade symptom. Där har siffror som cirka 30, 68 och 81 procent noterats, beroende på land, undersökt miljö och undersökningsmetod. Bland orsakerna till stressreaktionerna fanns kunders krav, upplevd rasism (bland svarta prostituerade) och erfarenhet av annan diskriminering (i USA inte minst från polisen). Det mesta av statistiken är inhämtad från gatuprostitution, helt eller delvis kriminaliserade miljöer eller bland personer som lämnat eller velat lämna branschen.

### Omfattning
Undersökningen Sex i Sverige från 1996, visade att 0,5 procent av alla män någon gång sålt sex, samt 0,3 procent av kvinnorna. Flertalet studier visar på liknande resultat. 
I en rapport från Ungdomsstyrelsen 2012, som sammanfattar flertalet av senare års undersökningar, hade 2,1 procent av pojkarna och 0,8 procent av flickor mellan 16 och 25 års ålder fått någon form av ersättning för någon form av sexuell handling. Undersökningen inkluderade ett brett spektrum av handlingar, så som att till exempel visa upp sin penis med webbkamera eller sova över hos en kompis och ha sex i utbyte mot alkohol. Hela 78 procent av dessa hade någon gång utsatts för sexuella övergrepp, vilket motsvarar 6,9 procent av dem som tagit emot ersättning för sex jämfört med 0,4 procent av de som inte gjort det. En liknande "riskfaktor" verkar finnas i att inte vara heterosexuell, då samma rapport visar att 6,0 procent av de med icke-heterosexuell läggning har fått ersättning för sex, jämfört med heterosexuella där bara 1,0 procent har fått det. Det är osäkert om de höga siffrorna beror på en ökad behov av utforskarlusta, eller ett ökat risktagande kring gränser. 
Bakkens studie i Oslo 1998 visade däremot inga socioekonomiska skillnader mellan ungdomar som sålt eller inte sålt sex. Således tycks enligt denna studie även de övre samhällsskiktens barn prostituera sig.

## Samhällets syn på prostitution
| Prostitutionslagstiftning i världen |
| --- |
| Inga straff för prostitution (avkriminalisering) Prostitution laglig och reglerad (legalisering) Prostitution laglig men oreglerad, koppleri olagligt (abolitionism) Prostitution inte straffbart, sexköp straffbart (neo-abolitionism) Prostitution straffbart (prohibitionism) Laglighet beroende på lokala lagar |

### Juridiska modeller
Ur juridisk synpunkt listas ofta fyra olika lagmodeller runt prostitution:
- Endast köparen är kriminell. Detta används inom svenska modellen kring prostitution,[60] baserat på att säljaren oftast anses vara mer sårbar än köparen[61] (se könsmaktsordningen och könsproportionerna inom prostitution). Logiken är baserad på en feministisk medvetenhet och vetskapen att den mesta prostitutionen utförs av kvinnor till manliga köpare. Modellen är dock omdiskuterad, och appliceringen av lagen påverkar även säljarens möjlighet att tjäna pengar. Kampen mot människohandel anses ofta motivera inskränkningarna i mänskliga fri- och rättigheter. Lagmodellen syftar ofta mot att avskaffa prostitution/sexarbete som fenomen,[60] en verksamhet enligt förespråkarna inte går att göra lika trygg som andra arbeten.[62]

- Transaktionen är laglig (varken säljare eller köpare är kriminell) men reglerad och begränsad. Denna variant kallas på engelska legalisation eller regulation[60] och syftar till att begränsa handelns påverkan på samhället.[60]
- Transaktionen är laglig (varken säljare eller köpare är kriminell) och med färre begränsningar. Den här varianten kallas på engelska decriminalisation eller full decriminalisation[60] och innebär färre begränsningar av handeln, men också potentiellt större risker för olika typer av brottslighet och utnyttjande. Modellen löser inte heller nödvändigtvis bakomliggande problem som fattigdom, social ojämlikhet eller socialt stigma.[62] Här är ofta "tredjepartsmedverkan", det vill säga tjänster runt själva sexhandeln (ibland benämnt koppleri) laglig. Modellen anses också mer kopplad till arbetsrättsliga insatser.[60]

- All handel med sexuella tjänster är olaglig:[60] detta kan motiveras utifrån moraliska eller feministiska tankar, med tanke på handelns upplevt negativa påverkan på samhället eller på kvinnors fri- och rättigheter. Båda motivens giltighet har ifrågasatts, och länder med denna typ av lagar har ofta stora inskränkningar i yttrandefrihet.

Historiskt har en femte modell, där endast säljaren är kriminell eller socialt utstött, varit vanlig. Den har applicerats genom lösdriveriparagrafer och lagar om allmän ordning. Lagmodellen har grund i ett samhälle med separata roller för män och kvinnor och en begränsad arbetsmarknad för kvinnor (vilket paradoxalt nog gynnade framväxten av kvinnlig prostitution).
Begränsande lagstiftning ses ofta som ett sätt att undvika utnyttjande, människohandel, våld och relaterad brottslighet (inklusive droghandel). Detta står emot de omständigheter som gör att vissa hamnar i prostitution, inklusive en del människors utnyttjande av sitt sexuella kapital när inget annat kapital står till buds. Än så länge har ingen stat helt utrotat fattigdom, och en omfattande stigmatisering av människor inom prostitution leder i förlängningen till stora svårigheter att lämna branschen.

### Länder som accepterar prostitution som näringsverksamhet
I en del länder accepteras verksamheten som näringsverksamhet och lagstiftningen inriktas på att skapa förutsättningar för rättvisa och goda arbetsvillkor för de som tillhandahåller tjänsterna på marknaden. År 2010 beslöt Kanadas högsta domstol att lagar mot sexarbete och bordeller strider mot de mänskliga rättigheterna genom att göra sexarbetarnas liv mer osäkra. Trots detta införde politiker där en lag liknande den svenska sexköpslagen.
Olika aktörer har försökt att göra verksamheten mer företagslik, genom att bokföring utförs och redovisning till skatte- och pensionsmyndigheter sker på samma vis som för andra företagare. Exempel på länder med denna inställning är Nya Zeeland (enda landet i världen med fullständig avkriminalisering för medborgare), vissa delar av Australien, Nederländerna, Tyskland, Schweiz, Taiwan och Nevada i USA (samtliga med reglering).

### Länder där prostitution motarbetas
I många andra länder motarbetas prostitution, då man anser att prostitution inte kan vara ett fritt val eller att prostitutionen bygger på en nedsättande människosyn, alternativt att prostitution är omoraliskt och ovärdigt. Det är då i allmänhet förbjudet att sälja sex samt organisera prostitution, inklusive att för sexsäljare själva att samarbeta och organisera sig (koppleri), eller tillhandahålla eller hyra ut en lokal för ändamålet. Det sistnämnda inkluderar en sexsäljares egen bostad och innebär vräkning om hennes verksamhet kommer hyresvärden till känna. Det är också vanligt att använda slaveri (ofta benämnt som människohandel eller trafficking) inom sexhandel som argument mot den frivilliga delen av sexhandeln.
I Sverige är det förbjudet att köpa sexuella tjänster. Ett av huvudargumenten är att "stoppa efterfrågan" på sexuella tjänster, såväl frivilliga (en form som ses med marginell eller total skepsis i den politiska debatten) som ofrivilliga och på så vis rama in båda inom samma lagstiftning. I många av USA:s stater är delaktighet i prostitution förbjudet för såväl säljare och köpare. I många länder är det förvisso olagligt, men pågår alltjämt, exempelvis i Thailand.
I Sverige förväntas sexarbetare betala skatt på sin verksamhet och skulle därmed även ha rätt till exempelvis sjuk- och föräldrapenning samt pensionspoäng, men skatteverket beviljar inte F-skattesedel till någon som uppger sig sälja sex. En utlänning som arbetar i Sverige omfattas också av EU-regler. Det innebär att sexarbetare borde ha rätt att arbeta i Sverige i tre månader utan att bli utvisad. Men eftersom inte sexarbete ses som ett riktigt arbete utvisas personer, även de som har rätt att befinna sig i Sverige av skälet att de inte försörjt sig på ett ärligt sätt. I Sverige är det inte tillåtet för socialtjänst och domstol att omhänderta eller frånta vårdnaden från föräldrar som säljer sex, men det görs ändå.

#### Nordiska länderna
De nordiska länderna har anammat olika vägar i hanterandet av prostitution. Sverige gick på 1990-talet i bräschen för att avskaffa prostitutionen, och där anses att sexköpslagens kriminaliserande av kunden är en rättmätig kriminalisering av oftast en mans utnyttjande av en utsatt sexsäljande kvinna. Lagen har i snarlik form även införts i Norge och Island.
I Danmark och Finland är dock fortfarande både köp och försäljning av sex lagligt. I Finland finns det röster som anser att den svenska modellen – där sexköp ofta per definition ses som våld – gör den prostituerades arbete farligare. I Finland är köp av en sexuell tjänst från ett offer för människohandel olagligt, sedan 2016 enligt Yle även om sexköparen själv inte är medveten om det. Det ligger på kundens ansvar att göra en rimlig bedömning av situationen. Försök till uppsåtligt brott är också kriminaliserat.

### Lagstiftning kring prostitution inom EU
I ett antal länder är koppleri förbjudet.
| Land           | Sexförsäljning                               | Sexköp                                                   | Koppleri         | Skatt/pension |
| -------------- | -------------------------------------------- | -------------------------------------------------------- | ---------------- | --- |
| Belgien        | Tillåtet                                     | Tillåtet                                                 | Ja, under licens | Har rätt att ansluta sig till socialförsäkringssystemet. |
| Danmark        | Tillåtet                                     | Tillåtet                                                 | Ej tillåtet      | Beskattas som all annan inkomst |
| Estland        | Tillåtet                                     | Tillåtet                                                 | Ej tillåtet      | Ingen uppgift |
| Finland        | Tillåtet                                     | Tillåtet                                                 | Ej tillåtet      | Ingen uppgift |
| Frankrike      | Tillåtet                                     | Ej tillåtet                                              | Ej tillåtet      | Ingen uppgift |
| Grekland       | Går att få tillstånd. Hälsokontroller krävs. | Tillåtet                                                 | Ingen uppgift    | Ingen uppgift |
| Irland         | Tillåtet på icke-offentliga platser          | Ej tillåtet                                              | Ej tillåtet      | Ingen uppgift |
| Italien        | Tillåtet                                     | Tillåtet                                                 | Ej tillåtet      | Ingen uppgift |
| Lettland       | Tillåtet, månatliga hälsokontroller krävs    | Tillåtet                                                 | Ej tillåtet      | Ingen uppgift |
| Luxemburg      | Tillåtet                                     | Tillåtet                                                 | Ej tillåtet      | Har rätt att ansluta sig till socialförsäkringssystemet. |
| Nederländerna  | Tillåtet                                     | Tillåtet                                                 | Ja, under licens | Prostituerade är skyldiga att betala skatt och har rätt till socialförsäkring. Inkomsterna är pensionsgrundande. Hälsokontroll ej längre obligatorisk. |
| Polen          | Tillåtet                                     | Tillåtet                                                 | Ej tillåtet      | Ingen uppgift |
| Portugal       | Tillåtet                                     | Tillåtet                                                 | Ej tillåtet      | Ingen uppgift |
| Spanien        | Tillåtet                                     | Tillåtet                                                 | Ej tillåtet      | Ingen uppgift |
| Storbritannien | Tillåtet                                     | Tillåtet, men man får inte fråga efter tjänsterna öppet. | Ej tillåtet      | Ingen uppgift |
| Sverige        | Tillåtet                                     | Ej tillåtet                                              | Ej tillåtet      | Möjlighet att få F-skattesedel för den lagliga verksamheten att sälja sexuella tjänster. Skatteplikt (preliminära skatter och sociala avgifter) föreligger då för inkomsterna och därmed rätt till socialförsäkring och pension. (A-skatt kan ej beviljas då "anställning" för prostitution förutsätter brott mot kopplerilagen). |
| Tyskland       | Tillåtet                                     | Tillåtet                                                 | Ja, under licens | Prostituerade är skyldiga att betala skatt och har rätt till socialförsäkring. |
| Ungern         | Tillåtet                                     | Tillåtet                                                 | Ja               | Prostituerade är skyldiga att betala skatt och har rätt till socialförsäkring. |
| Österrike      | Tillåtet                                     | Tillåtet                                                 | Ja               | Tillträde till socialförsäkringssystemet |

## Historia

### Antiken
Historiskt sett har prostitution av många betraktats som nödvändig för att tillfredsställa mäns sexuella behov. Denna syn sammanhänger med uppfattningen om att män har rätt att få sitt sexuella behov tillfredsställt, medan kvinnor inte har ansetts ha någon sådan rätt. I kulturer där sex endast varit accepterat inom äktenskapet för en kvinna, medan både gifta och ogifta män ansågs ha rätt att få utlopp för sina sexuella behov, har prostitution av kvinnor blivit en konsekvens. 
En av de tidigaste bevarade lagarna om prostitution är från cirka 1780 f.Kr., då kung Hammurabi av Babylon lät sätta upp lagar kring sexarbetare och deras barns rättigheter. Synen på prostitution har därefter varierat utifrån land, kultur och tidsepok. 
I antikens klassiska Aten utnyttjades både manliga och kvinnliga slavar sexuellt, medan prostituerade på bordell oftast var slavar som anlitades av resenärer eller av män som inte ägde slavar. Det fanns dock en liten klass av kurtisaner, kallade hetärer, som blev rika på sitt yrke. Även i Romarriket tycks de prostituerade ofta ha bestått av slavar.

### Medeltid och nymodern tid i Europa
Kristendomen hade en fördömande linje mot prostitution, men det handlade då främst om ett fördömande av utomäktenskaplig sexualitet som sådan än av faktisk prostitution, och prostituerade och deras kunder bestraffades ofta för utomäktenskapligt sex snarare än för prostitution som sådan. Denna syn dröjde länge kvar i Europa, och gjorde att många länder fram till 1800-talet ofta saknade en klar och tydlig lagstiftning kring prostitution, då denna ofta jämställdes med utomäktenskaplig sexualitet i allmänhet. Prostitutionen som sådan accepterades ändå generellt av myndigheterna i det medeltida Europa, eftersom det uppfattades som ett sätt att hindra män från att våldta icke prostituerade kvinnor och barn, och på vissa håll - främst Tyskland - fanns särskilda bordellkvarter där bordellerna accepterades och beskattades.
Synen på prostitution började förändras under 1500-talet: dels av religiösa skäl, genom inflytande av reformationens fokus på bibelns ord och motreformationens behov av att strama upp efterföljandet av religionens bud även inom katolicismen; och dels på spridningen av syfilis, en epidemi vars skuld man lade på badhusen och de prostituerade, vilket fick till följd att de lagliga bordellerna stängdes.
Under 1500- och 1600-talen präglades attityden av en acceptans av prostitutionens existens, men en uppmaning till de prostituerade att ångra sina synder och skaffa sig en annan sysselsättning, och förföljelse av hallickar och andra som profiterade på de prostituerade, snarare än de prostituerade själva.

### 1800-talet och reglementerad prostitution i Europa
Under 1800-talet fanns det en allmän syn på prostitution i västvärlden som ett "nödvändigt ont", som byggde på den sexuella dubbelmoralen kring mäns och kvinnors sexualitet. Kvinnor ansågs ha mycket svag eller ingen sexualdrift, och det var inte accepterat för kvinnor att ha sexuellt umgänge utanför äktenskapet. Män ansågs däremot ha en hög sexualdrift, och det ansågs oundvikligt att män alltid skulle söka utlopp för sina sexuella behov, oavsett om de var gifta eller ogifta. Läkarvetenskapen ansåg till och med att sex var ett medicinskt behov för män, och friska män bedömdes behöva uppsöka prostituerade för att behålla hälsan. Den skilda synen på mäns och kvinnors sexualitet gjorde att prostituerade kvinnor ansågs nödvändiga för att skydda icke prostituerade kvinnor från att bli våldtagna av män, eftersom det inte uppfattades som möjligt att hindra  män från samlag.
Under 1800-talet var prostitution ofta formellt förbjudet men i praktiken accepterad i de flesta västländer, och en följd av detta var den så kallade reglementerade prostitutionen, där prostituerade kvinnor registrerades och regelbundet utsattes för tvångsundersökningar för sexuella sjukdomar. Den reglementerade prostitutionen infördes i flertalet västländer under 1800-talet, men möttes med motstånd av den framväxande kvinnorörelsen, vilket ledde till dess avskaffande under 1900-talet.

### Europa från sent 1900-tal
I EU har den inre marknadens tillväxt sedan starten 1993 gynnat resande för arbete till andra länder inom unionen. Den fria rörligheten av arbetskraften även medfört att arbetslösa kunnat tjäna pengar på prostitution/sexarbete i andra länder. Denna utveckling var tydlig alternativt föregick framväxten av den inre marknaden, och siffror från 1995 angav av andelen av de prostituerade på De Wallen då till 90 procent kom från andra länder. Under 1990-talet var antalet oregistrerade och i första hand utländska prostituerade (i länder där prostitutionen var reglerad) större än antalet registrerade. Under 1990-talet kom sexarbetarna i de centraleuropeiska länderna ofta från tidigare kommunistiska stater i öst, medan sexarbetarna i Storbritannien oftare hade afrikanskt, karibiskt eller sydamerikanskt ursprung. Prostitutionen i Norden utfördes då ofta av kvinnor från Ryssland, Tjeckien, Slovakien, Polen och Baltikum, medan verksamheten i Spanien, Frankrike och Italien då ofta sköttes av kvinnor från Arabvärlden eller Afrika söder om Sahara.
Till Turkiet kom prostituerade kvinnor dels från länderna på Balkan (gäller västligaste Turkiet), dels från tidigare delar av Sovjetunionen (till turkiska turistorter vid Svarta havet). Under decenniet migrerade prostituerade från Ryssland i många fall till andra tidigare Comecon-länder, där kunderna var lokala medborgare med "hårdvaluta" – inklusive affärsmän och "sexturister" från andra delar av Europa. De jugoslaviska krigen bidrog till att öka på mängden prostituerade från det sönderfallande Jugoslavien i andra europeiska länder.
I stora delar av Västeuropa härrör de prostituerade från EU-länder som Rumänien och Bulgarien. 2009 bedömdes dessa båda länder stå för 12 respektive 7 procent av sexarbetarna i EU som helhet. Samtidigt var 4 procent av sexarbetarna från Polen, lika många från Ungern och 3 procent från respektive Lettland, Litauen, Estland, Slovakien och Tjeckien. Denna tillväxt kan jämföras med situationen tre år tidigare, då sexarbetare från Ryssland och Ukraina toppade denna listning. Även Nigeria, Brasilien, Belarus och Thailand stod då för en ansenlig mängd sexarbetare i EU, ofta med assistans från personer som kan beskrivas som kopplare. Dessa arbetskraftsströmmar västerut har också setts som tecken på de stora ekonomiska och sociala klyftorna mellan olika EU-länder och ett direkt resultat av unionens utökning österut.
I de flesta västliga EU-länder var 2009 en majoritet av de prostituerade arbetskraftsmigranter från andra (EU-)länder. Detta inkluderar Danmark (65 %), Finland (69 %), Tyskland (65 %), Grekland (73 %), Italien (90 %), Spanien (90 %), Österrike (78 %), Belgien (60 %), Frankrike (69 %) och Nederländerna (60 %). Under de föregående tre åren hade bland annat visafrihet för EU-medborgare ökat dessa siffror med mellan 10 och 20 procentenheter i länder som Danmark, Italien och Spanien. Dessa arbetskraftsströmmar går bara åt ett håll, från de tidigare kommunistländerna, och 98 procent av sexarbetarna i Slovakien, Rumänien och Bulgarien, liksom 90 procent av dem i Litauen och 66 procent i Polen var då medborgare i det egna landet.

### Internetåldern
Genom den tekniska utvecklingen har antalet arenor för sexarbete vuxit på senare år. Kommersialiserat sex syns på många olika håll i den Internet-baserade kulturen, där internetpornografi, webbkameramodellande och eskorttjänster marknadsförs via sociala medier, och populärkulturen har i övrigt kommit att inkludera många sexuella inslag.
Detta sker parallellt med att många länder infört lagar eller regleringar som gör delar av branschen olaglig eller dess produkter otillgängliga för minderåriga. Resultatet har blivit ett spänningsfält där säljare och köpare av dessa tjänster försöker undvika bestraffning.
Olika länder försöker hantera det framväxande tjänsteutbudet runt sexbranschen på olika sätt, med begränsningar av marknadsföringen i sociala medier (jämför äldre tiders lagstiftning runt lösdriveri och allmän ordning). Stora delar av arbetet inom sexbranschen utförs av människor som inte kan klassificeras som "offer" i någon objektiv mening, och många glider mellan olika delar av branschen under sina liv eller beroende på omständigheter (under covid-19-pandemin och dess nedstängning flyttade många eskorter och andra prostituerade över till Onlyfans).

### Prostitution i den muslimska världen
Islamisk lag förbjöd prostitution, men tillät uttryckligen en man att ha utomäktenskapligt sex med sin privata slavinna; i den muslimska världen fick därför en man tillgång till sex utanför äktenskapet inte genom att köpa det från en fri prostituerad, utan genom att köpa en slavinna, en sexhandel som pågick till in på 1900-talet, till exempel genom slavhandeln på Svarta havet.
Historiskt sett utövades prostitution i den muslimska världen inte via fria prostituerade eller bordeller, utan genom att en hallick sålde sin slavinna på slavmarknaden till en sexköpare, som var hennes lagliga ägare medan samlaget ägde rum, varefter sexköparen lämnade tillbaka ägarskapet av slaven till hennes ägare under förevändningen att det varit något fel på köpet; detta var en normal och godkänd metod att utöva prostitution i den muslimska världen. 
Denna sexhandel illustreras av till exempel Ibn Batuta, som regelbundet köpte slavinnor under sina resor. 
Bordeller med fria sexarbetare började inte förekomma i den muslimska världen förrän i slutet av 1800-talet; fram till dess kombinerades sexhandeln med slavhandeln.

### Tidslinje
Nedan följer en översikt i tabellform som belyser prostitutionens ställning i olika stater, sett ur ett historiskt perspektiv:
| 500 f.Kr. | Aten                                                         | Regeringen sponsrar bordeller med slavarbetare för att alla män ska ha råd att köpa sex. Ett sexmöte kostade en vanlig arbetares dagslön. Samtidigt förekom även fria, bildade och tränade kurtisaner (hetärer) för förmögna kunder.                                                                                         |
| 438       | Bysans                                                       | Kejsar Theodosius II fråntog föräldrar deras rätt att tvinga sina barn och slavar att sälja sex mot sin vilja. |
| 534       | Bysans                                                       | Kejsar Justinianus I och hans fru och tillika före detta sexarbetare kejsarinnan Theodora förbjuder profitering på sexarbetare, hallickar och bordeller. |
| 600       | Västgotiska riket (Spanien)                                  | Kung Reccared förbjuder sex mot ersättning. Straffet var 300 piskrapp och utvisning. |
| 960       | Kina                                                         | Reglering: bordeller anmodas hänga röda lyktor vid dörrarna (världens första red lightdistrikt). |
| 1158      | Rom                                                          | Sexarbetare som blev påkomna tillsammans med soldater straffades med att få sina näsor avskurna. |
| 1161      | England                                                      | Reglering av sexarbete och bordeller genom att ett särskilt bordellkvarter upprättas i staden London: detta sprids sedan till vissa andra engelska städer. Det var det medeltida Europas första lag om sexarbete. |
| 1200      | Tyskland                                                     | Från omkring denna tidpunkt inrättade myndigheterna i många städer i Tysk-romerska riket bordellkvarter där sexarbetare fritt kunde bedriva verksamhet och betala skatt. Detta system blev vanligt i stora delar av Europa under medeltiden, och styrdes av städernas lokala myndigheter och inte av ländernas lagar.        |
| 1254      | Frankrike                                                    | Kung Ludvig IX beslagtar sexarbetares ägodelar och till och med kläder i ett försök att avskaffa sexarbete: försöket misslyckas, och det beslutas därefter att sexarbete ska tolereras om det hålls utanför stadsmurarna. |
| 1436      | Sverige                                                      | I Stockholms första stadsprivilegier stadgas att “horkonor eller andra, the i ondo lifverne liggia eller lighat hafva” inte tillåts klä sig i scharlakan, gråskinn eller annat dyrbart skinn, eller pryda kläderna med guld eller silver.                                                                                    |
| 1490      | Europa                                                       | Ett hundraårigt utbrott av syfilis gjorde att sexarbetare utpekades som syndabockar och att de lagliga bordellerna började stängas runtomkring Europa. |
| 1496      | Norden                                                       | Kung Hans utfärdade en förordning om att skökor måste bära en huvudbonad som skulle vara till hälften svart och till hälften röd. |
| 1500      | Italien                                                      | En klass av bildade elitkurtisaner uppkom i renässansens Italien, med Imperia La Divina som berömd förebild. |
| 1524      | Danmark                                                      | Ärkebiskop Aage Jepsen Sparre föreskrev att “allmänna kvinnor” inte måtte bo inom 50 famnar från det nyinrättade hospitalet i Åhus. |
| 1530      | Tyskland                                                     | Den tysk-romerska kejsaren stänger de lagliga bordellerna i Tysk-romerska riket (Tyskland, Nederländerna, Österrike och Schweiz). En mindre tolerant attityd mot bordeller på grund av både syfilisepidemin och den större religiositet som uppkom både hos protestanter och katoliker under reformation och motreformation. |
| 1546      | England                                                      | Bordellerna stängs med hänvisning till syfilisspridningen. |
| 1546      | Sverige                                                      | Gustav Vasa påbjöd att det inte skulle anses en borgerlig näring att driva horhus. |
| 1560      | Frankrike                                                    | Bordellförbud. |
| 1586      | Kyrkostaten                                                  | Påven Sixtus V inför dödsstraff för prostitution. |
| 1617      | Japan                                                        | Reglerad prostitution införs i Japan i form av isolerade bordellkvarter, av vilka Yoshiwara i utkanten av Tokyo blir Japans första red light-distrikt. |
| 1747      | Österrike                                                    | Kejsarinnan Maria Teresia av Österrike upprättar den så kallade Kyskhetskommissionen mot utomäktenskaplig sexualitet, där sexarbetare kan fängslas i kloster eller utvisas. Den upplöses efter en kort tid, men dess verksamhet upprätthålls till viss del genom polisspioner.                                               |
| 1804      | Frankrike                                                    | Reglementerad prostitution införs, vilket innebär registrering, polisövervakade bordeller och regelbundna tvångsundersökningar av sexarbetare. Denna modell kom att bli en förebild för resten av Europa, och infördes i många andra länder.                                                                                 |
| 1810      | Nederländerna                                                | Reglementerad prostitution efter fransk modell införs. |
| 1843      | Ryssland                                                     | Reglementerad prostitution efter fransk modell införs. |
| 1860      | Italien                                                      | Reglementerad prostitution efter fransk modell införs. |
| 1864      | Storbritannien                                               | Reglementerad prostitution, med gynekologiska tvångsundersökningar av sexarbetare och tvångsvård av dem som upptäcktes vara sjuka, införs genom Contagious Diseases Acts. |
| 1870      | St Louis                                                     | Lokal legalisering. |
| 1886      | Storbritannien                                               | Systemet med reglementerad prostitution avskaffas efter påtryckningar från kvinnorörelsens Ladies National Association for the Repeal of the Contagious Diseases Acts under Josephine Butler. |
| 1897      | New Orleans                                                  | Skapandet av red light-distriktet Storyville, ett av de mest kända exemplen på lokal legalisering i USA. |
| 1902      | New York                                                     | Kommittén föreslog att sätta in sociala resurser för att förhindra att människor väljer sexarbete, exempelvis att höja kvinnors löner. |
| 1905      | USA                                                          | Amerikanska organisationen för sedlighet och renlighet skapades för att arbeta för moral och mot venerologiska sjukdomar. |
| 1908      | Japan                                                        | All icke registrerad prostitution förbjuds. |
| 1909      | USA                                                          | Högsta domstolen beslutade att utvisa en immigrant som sålt sex efter ankomst till USA. |
| 1910      | USA                                                          | Var 50:e kvinna var sexarbetare. Stor debatt om ”Vit slavhandel” resulterar i Mann Act som förbjuder sextrafficking och därefter ofta används för att bekämpa sexarbete. |
| 1911      | Nederländerna                                                | Reglementerad prostitution avskaffas. Sexarbete är fortsatt lagligt. |
| 1917      | Ryssland                                                     | Reglementerad prostitution avskaffas och sexarbete avkriminaliseras. Sexarbetare erbjuds behandling och omskolning. |
| 1927      | Tyskland                                                     | Avkriminalisering. |
| 1933      | Tyskland                                                     | Nazisterna återgick till kriminalisering av sexarbete. |
| 1939      | Tyskland                                                     | Återinförde reglering. |
| 1946      | Frankrike                                                    | Reglementerad prostitution, bordeller och hallickverksamhet förbjuds, men sexarbete är fortsatt lagligt. |
| 1956      | Japan                                                        | Förbud mot sexarbete. Det 300 år gamla Yoshiwara red light-district stängs. |
| 1958      | Italien                                                      | Reglementerad prostitution, bordeller och hallickverksamhet avskaffas. Sexarbete är fortsatt lagligt. |
| 1959      | England                                                      | Legalisering, men förbud mot hallickverksamhet. |
| 1971      | Nevada                                                       | Bordeller legaliseras och regleras. |
| 1973      | USA                                                          | COYOTE, USA:s första sammanslutning för sexarbetares rättigheter, bildas. |
| 1985      | Nederländerna                                                | Världens första internationella kongress för sexarbetare. |
| 1995      | Spanien, Polen, Slovakien, Ungern, Tjeckien                  | Legalisering |
| 1999      | Sverige                                                      | Sexköp förbjuds (dock ej försäljning). |
| 1999      | Danmark                                                      | Prostitution tillåts explicit i lagen (dock ej koppleri). |
| 2000      | Nederländerna                                                | Legalisering av bordeller. |
| 2002      | Tyskland                                                     | Arbetsrättsliga rättigheter för sexarbete. |
| 2003      | Nya Zeeland                                                  | Avkriminalisering av prostitution och reglerade bordellverksamheter (bordellägare får exempelvis inte förekomma i brottsregistret). |
| 2009–2018 | Norge, Island, Kanada, Nordirland, Frankrike, Irland, Israel | Förbud mot köp av sexuella tjänster införs efter svensk förebild. |
| 2009      | Taiwan                                                       | Legalisering. |
| 2019–2024 | Australien                                                   | Northern Territory, Victoria och Queensland avkriminaliserar sexarbete och kringverksamheter, i linje med lagstiftningen i New South Wales sedan 1995. |
| 2024      | Belgien                                                      | Sexarbete avkriminaliseras samt integreras i den allmänna belgiska arbetsrätten. Koppleri blir legaliserat. |

## Prostitution i olika länder
2012 publicerades en rapport av den franska Fondation Scelles, där man beräknade att 40–42 miljoner människor då ägnade sig åt prostitution av något slag. 80 procent av dessa var kvinnor eller flickor, och tre fjärdedelar var mellan 13 och 25 år. 90 procent hade en hallick eller motsvarande. Andelen prostituerade i Västeuropa var 1–2 miljoner, till största delen migranter och med kopplingar till trafficking.

- Prostitution i Egypten
- Prostitution i Hongkong
- Prostitution i Indien
- Prostitution i Italien
- Prostitution i Japan
- Prostitution i Kina
- Prostitution i Libanon
- Prostitution i Nederländerna
- Prostitution i Ryssland
- Prostitution i Spanien
- Prostitution i Storbritannien
- Prostitution i Tyskland
- Prostitution i Ukraina
- Prostitution i Ungern
- Prostitution i USA
- Prostitution i Österrike